# Patinatge de velocitat en pista curta als Jocs Olímpics d'hivern de 2014
Als Jocs Olímpics d'Hivern de 2014, que se celebraren a la ciutat de Sotxi (Rússia), es disputaren vuit proves de patinatge de velocitat en pista curta, quatre en categoria masculina i quatre més en categoria femenina.
La competició tingué lloc entre els dies 10 i 21 de febrer de 2014 a les instal·lacions esportives del Palau de Patinatge Iceberg.

## Calendari
Els temps són UTC+04:00.
| Data         | Hora  | Prova                                 |
| ------------ | ----- | ------------------------------------- |
| 10 de febrer | 13:45 | Qualificació relleus 3.000 m. (dones) |
| 10 de febrer | 13:45 | Qualificació 500 m. (dones)           |
| 10 de febrer | 13:45 | Final 1.500 m. (homes)                |
| 13 de febrer | 14:00 | Qualifació relleus 5.000 m. (homes)   |
| 13 de febrer | 14:00 | Qualificació 1.000 m. (homes)         |
| 13 de febrer | 14:00 | Final 500 m. (dones)                  |
| 15 de febrer | 14:00 | Final 1.500 m. (dones)                |
| 15 de febrer | 14:00 | Final 1.000 m. (homes)                |
| 18 de febrer | 13:30 | Qualificació 1.000 m. (dones)         |
| 18 de febrer | 13:30 | Qualificació 500 m. (homes)           |
| 18 de febrer | 13:30 | Final relleus 3.000 m. (dones)        |
| 21 de febrer | 20:30 | Final 1.000 m. (dones)                |
| 21 de febrer | 20:30 | Final 500 m. (homes)                  |
| 21 de febrer | 20:30 | Final relleus 5.000 m. (homes)        |

## Resum de medalles

### Categoria masculina
| Prova                         | Or                                                                         | Argent                                                                          | Bronze                                                            |
| 500 metres Detalls            | Viktor Ahn                                                                 | Wu Dajing                                                                       | Charle Cournoyer                                                  |
| 1.000 metres Detalls          | Viktor Ahn                                                                 | Vladimir Grigorev                                                               | Sjinkie Knegt                                                     |
| 1.500 metres Detalls          | Charles Hamelin                                                            | Han Tianyu                                                                      | Viktor Ahn                                                        |
| 5.0000 metres relleus Detalls | RússiaViktor Ahn · Semion Elistratov · Vladimir Grigorev · Ruslan Zakharov | Estats UnitsEddy Alvarez · J. R. Celski · Christopher Creveling · Jordan Malone | R.P. de la XinaChen Dequan · Han Tianyu · Shi Jingnan · Wu Dajing |

Amb 31 anys i 191 dies el rus Vladimir Grigorev es convertí en el medallista de més edat en aconseguir una medalla olímpica al finalitzar segon en els 1.500 metres.

### Categoria femenina
| Prova                         | Or                                                                                   | Argent                                                                         | Bronze                                                                    |
| 500 metres Detalls            | Li Jianrou                                                                           | Arianna Fontana                                                                | Park Seung-Hi                                                             |
| 1.000 metres Detalls          | Park Seung-hi                                                                        | Fan Kexin                                                                      | Shim Suk-hee                                                              |
| 1.500 metres Detalls          | Zhou Yang                                                                            | Shim Suk-hee                                                                   | Arianna Fontana                                                           |
| 3.0000 metres relleus Detalls | Corea del SudShim Suk-hee · Park Seung-hi · Cho Ha-ri · Kim A-lang · Kong Sang-jeong | CanadàMarie-Ève Drolet · Jessica Hewitt · Valérie Maltais · Marianne St-Gelais | ItàliaArianna Fontana · Lucia Peretti · Martina Valcepina · Elena Viviani |

## Medaller
| Pos. | País            | Or | Plata | Bronze | Total |
| 1    | Rússia          | 3  | 1     | 1      | 5     |
| 2    | R.P. de la Xina | 2  | 3     | 1      | 6     |
| 3    | Corea del Sud   | 2  | 1     | 2      | 5     |
| 4    | Canadà          | 1  | 1     | 1      | 3     |
| 5    | Itàlia          | 0  | 1     | 2      | 3     |
| 6    | Estats Units    | 0  | 1     | 0      | 1     |
| 7    | Països Baixos   | 0  | 0     | 1      | 1     |
|      | Total           | 8  | 8     | 8      | 24    |